# Eranina icambi
Eranina icambi là một loài bọ cánh cứng trong họ Cerambycidae.